# إسماعيل (مدينة)
إسماعيل ((بالأوكرانية: Ізмаї́л)‏ ؛ في اللغة الروسية: "إيزمائيل" Измаи́л ؛ اللغة المولدوفية: "سمريل" أو "سميل"؛ (بالرومانية: Ismail)‏ ؛ (بالبلغارية: Исмаил)‏) هي مدينة تاريخية تقع على نهر الدانوب في أوبلاست أوديسا جنوب غرب أوكرانيا بمنطقة بيسارابيا التاريخية قرب الحدود مع مولدوفا ورومانيا. تمتلك اكبر ميناء اوكراني على نهر الدانوب، وهي ميناء تجاري مهم على الضفة اليسرى للفرع الشمالي من دلتا نهر الدانوب. تحدها جمهورية مولدوفا من الشمال والشمال الغربي، ويمر نهر دنيستر من شمالها الشرقي وتحد سواحل البحر الأسود جنوب شرقي المدينة.
يرى المؤرخون الأتراك أن المدينة سميت باسم أحد قادة الدولة العثمانية، ووفقا لكتابات أوليا جلبي فإن المدينة سميت "إسماعيل" نسبة إلى القائد التركي القبطان إسماعيل الذي فتح المنطقة في عهد السلطان بايزيد الثاني، وسميت المدينة عند تأسيسها باسم "محمد آباد" نسبة إلى الحبشي محمد آغا الذي قام على إنشائها، ثم بدأ يشار إليها باسم "إسماعيل" في المصادر منذ منتصف القرن الـ17، وكانت موقعا استيطانيا مهما للإمبراطورية العثمانية على حدودها الشمالية.

## التاريخ
كانت المنطقة موطنا للعديد من المستوطنات باستمرار، منها السلافية والليتوانية والمولدوفية، ودخلت تحت سيطرة حكومة كييف الروسية في القرنين التاسع والعاشر، ثم خضعت من منتصف القرن الـ12 للإمارات الجاليكية وجاليسيا فولين. وفي نهاية القرن الـ14 كانت المدينة عبارة عن قرية تسمى "سميل"، وكانت جزءا من الإمارة المولدوفية، ثم استولى عليها الأتراك عام 1484 ميلادي.
تأسست المدينة عام 1589 بمرسوم من السلطان مراد الثالث، وقام على إنشائها الحبشي محمد آغا وعمل على ازدهار المنطقة، وأضحت تشهد نشاطا زراعيا وتجاريا كثيفا، وتم تخصيص بعض عائدات تجارتها وضرائبها لأوقاف القدس والحرمين. بدأت أهمية مدينة إسماعيل العسكرية تظهر في القرن الـ18، وتزايدت تدريجيا مع بداية الحروب العثمانية الروسية، وأصبحت قاعدة للقوة البحرية الروسية في منطقة الدانوب، ثم إحدى القواعد العسكرية الرئيسية للجيش العثماني ضد الروس، وبقيت موضع نزاع روسي مع أطراف عدة من تركيا ثم رومانيا، وأخيرا أوكرانيا.

## المناخ
تتميز مدينة إسماعيل بمناخ شبه استوائي رطب، ويكون فصل الصيف دافئا في الأغلب، أما الشتاء فهو بارد جدا وعاصف وغائم جزئيا مع تساقط للثلوج، ويستمر هطول المطر طوال العام، وتشهد المنطقة أعلى نسبة تساقط في يونيو/حزيران. تتقلب درجات الحرارة بشكل كبير عبر الأشهر المختلفة، وأبرد شهور السنة يناير/كانون الثاني وأشدها حرارة هو يوليو/تموز. تبلغ درجات الحرارة المنخفضة تقريبا سالب 4.8 درجات مئوية في يناير/كانون الثاني، في حين تصل إلى نحو 28.5 درجة مئوية في يوليو/تموز، ونادرا ما تكون أقل من سالب 11 درجة مئوية أو أعلى من 34 درجة مئوية.
| البيانات المناخية لـIzmail (1991–2020, extremes 1886–present)                           | البيانات المناخية لـIzmail (1991–2020, extremes 1886–present) | البيانات المناخية لـIzmail (1991–2020, extremes 1886–present) | البيانات المناخية لـIzmail (1991–2020, extremes 1886–present) | البيانات المناخية لـIzmail (1991–2020, extremes 1886–present) | البيانات المناخية لـIzmail (1991–2020, extremes 1886–present) | البيانات المناخية لـIzmail (1991–2020, extremes 1886–present) | البيانات المناخية لـIzmail (1991–2020, extremes 1886–present) | البيانات المناخية لـIzmail (1991–2020, extremes 1886–present) | البيانات المناخية لـIzmail (1991–2020, extremes 1886–present) | البيانات المناخية لـIzmail (1991–2020, extremes 1886–present) | البيانات المناخية لـIzmail (1991–2020, extremes 1886–present) | البيانات المناخية لـIzmail (1991–2020, extremes 1886–present) | البيانات المناخية لـIzmail (1991–2020, extremes 1886–present) |
| الشهر                                                                                   | يناير                                                         | فبراير                                                        | مارس                                                          | أبريل                                                         | مايو                                                          | يونيو                                                         | يوليو                                                         | أغسطس                                                         | سبتمبر                                                        | أكتوبر                                                        | نوفمبر                                                        | ديسمبر                                                        | المعدل السنوي                                                 |
| --------------------------------------------------------------------------------------- | ------------------------------------------------------------- | ------------------------------------------------------------- | ------------------------------------------------------------- | ------------------------------------------------------------- | ------------------------------------------------------------- | ------------------------------------------------------------- | ------------------------------------------------------------- | ------------------------------------------------------------- | ------------------------------------------------------------- | ------------------------------------------------------------- | ------------------------------------------------------------- | ------------------------------------------------------------- | ------------------------------------------------------------- |
| الدرجة القصوى °م (°ف)                                                                   | 18.4 (65.1)                                                   | 23.0 (73.4)                                                   | 27.6 (81.7)                                                   | 31.2 (88.2)                                                   | 35.1 (95.2)                                                   | 36.7 (98.1)                                                   | 40.7 (105.3)                                                  | 39.1 (102.4)                                                  | 35.9 (96.6)                                                   | 32.2 (90.0)                                                   | 25.5 (77.9)                                                   | 19.9 (67.8)                                                   | 40.7 (105.3)                                                  |
| متوسط درجة الحرارة الكبرى °م (°ف)                                                       | 3.1 (37.6)                                                    | 5.5 (41.9)                                                    | 10.7 (51.3)                                                   | 17.1 (62.8)                                                   | 23.0 (73.4)                                                   | 27.3 (81.1)                                                   | 29.9 (85.8)                                                   | 30.0 (86.0)                                                   | 24.2 (75.6)                                                   | 17.5 (63.5)                                                   | 10.6 (51.1)                                                   | 4.8 (40.6)                                                    | 17.0 (62.6)                                                   |
| المتوسط اليومي °م (°ف)                                                                  | −0.5 (31.1)                                                   | 1.2 (34.2)                                                    | 5.5 (41.9)                                                    | 11.2 (52.2)                                                   | 16.9 (62.4)                                                   | 21.3 (70.3)                                                   | 23.7 (74.7)                                                   | 23.3 (73.9)                                                   | 17.9 (64.2)                                                   | 12.0 (53.6)                                                   | 6.4 (43.5)                                                    | 1.1 (34.0)                                                    | 11.7 (53.1)                                                   |
| متوسط درجة الحرارة الصغرى °م (°ف)                                                       | −3.7 (25.3)                                                   | −2.5 (27.5)                                                   | 1.2 (34.2)                                                    | 5.8 (42.4)                                                    | 11.1 (52.0)                                                   | 15.3 (59.5)                                                   | 17.5 (63.5)                                                   | 17.1 (62.8)                                                   | 12.3 (54.1)                                                   | 7.3 (45.1)                                                    | 2.7 (36.9)                                                    | −2.1 (28.2)                                                   | 6.8 (44.2)                                                    |
| أدنى درجة حرارة °م (°ف)                                                                 | −25.4 (−13.7)                                                 | −24.1 (−11.4)                                                 | −18.3 (−0.9)                                                  | −5.3 (22.5)                                                   | −0.2 (31.6)                                                   | 5.5 (41.9)                                                    | 8.2 (46.8)                                                    | 3.6 (38.5)                                                    | −3.3 (26.1)                                                   | −8.9 (16.0)                                                   | −17.6 (0.3)                                                   | −20.8 (−5.4)                                                  | −25.4 (−13.7)                                                 |
| الهطول مم (إنش)                                                                         | 28.6 (1.13)                                                   | 28.4 (1.12)                                                   | 33.3 (1.31)                                                   | 33.2 (1.31)                                                   | 39.5 (1.56)                                                   | 59.3 (2.33)                                                   | 44.0 (1.73)                                                   | 34.4 (1.35)                                                   | 40.9 (1.61)                                                   | 31.5 (1.24)                                                   | 34.9 (1.37)                                                   | 36.2 (1.43)                                                   | 444.2 (17.49)                                                 |
| متوسط أيام هطول الأمطار (≥ 1.0 mm)                                                      | 5.2                                                           | 5.3                                                           | 5.4                                                           | 6.1                                                           | 5.7                                                           | 6.6                                                           | 5.0                                                           | 4.5                                                           | 4.5                                                           | 4.9                                                           | 5.2                                                           | 6.0                                                           | 64.4                                                          |
| متوسط الرطوبة النسبية (%)                                                               | 81.1                                                          | 73.5                                                          | 70.8                                                          | 67.2                                                          | 61.7                                                          | 60.9                                                          | 58.9                                                          | 60.7                                                          | 70.5                                                          | 74.1                                                          | 81.7                                                          | 79.1                                                          | 70.0                                                          |
| ساعات سطوع الشمس الشهرية                                                                | 83.2                                                          | 107.2                                                         | 151.6                                                         | 199.5                                                         | 283.4                                                         | 298.6                                                         | 324.5                                                         | 299.3                                                         | 230.4                                                         | 174.2                                                         | 94.8                                                          | 77.4                                                          | 2٬324٫1                                                       |
| المصدر #1: Pogoda.ru                                                                    |                                                               |                                                               |                                                               |                                                               |                                                               |                                                               |                                                               |                                                               |                                                               |                                                               |                                                               |                                                               |                                                               |
| المصدر #2: المنظمة العالمية للأرصاد الجوية (precipitation, humidity, and sun 1981–2010) |                                                               |                                                               |                                                               |                                                               |                                                               |                                                               |                                                               |                                                               |                                                               |                                                               |                                                               |                                                               |                                                               |

## السكان
يبلغ عدد سكان مدينة إسماعيل 69 ألفا و932 نسمة، وفق تقديرات دائرة الإحصاء الحكومية في أوكرانيا لعام 2022. وتتميز المدينة بتعدد الأعراق فيها، ولا توجد فيها أغلبية عرقية واضحة، ويشكل الروس أكبر مجموعة منفردة بنحو 43.7% من مجموع السكان، ويليهم الأوكرانيون بنسبة نحو 38%، فيما يمثل البلغار نسبة 10% والمولدوفيون 4.3%، إضافة إلى أقليات صغيرة جدا من البيلاروسيين والقوقازيين والغجر واليهود، وفق المؤشرات الرسمية لعام 2001.

## أبرز المعالم
تعتبر مدينة إسماعيل من المدن الأوكرانية التاريخية، وتضم عددا من المعالم البارزة، ومن أشهرها:
- قلعة إسماعيل: وهي القلعة التي بناها العثمانيون عام 1784، ودمرها الروس بالكامل، ولم يبق من أطلالها إلا أجزاء من الأسوار الترابية بمساحة 1.55 كيلومتر مربع وخندق دفاعي يصل عمقه إلى 11 مترا. وخلال الحرب الروسية التركية في الفترة بين العامين 1787 و1791 اقتحم ألكسندر سوفوروف في 11 ديسمبر 1790 قلعة إسماعيل وذبح الروس المدنيين والجنود داخلها، وتكبد الأتراك خسائر فادحة في الأرواح والعتاد.

- مسجد إسماعيل: وهو المبنى الوحيد المتبقي من القلعة، وكذلك هو المسجد العثماني الوحيد الباقي على الأراضي الأوكرانية، ويعد أقدم نصب معماري في إسماعيل، بني عام 1590 على الطراز العثماني الكلاسيكي بقبة واحدة على يد المعماري داود آغا تلميذ المعماري سنان. ويوجد داخل المسجد متحف فيه "ديوراما" (اقتحام قلعة إسماعيل)، وهي لوحة كبيرة تصور الهجوم الروسي على القلعة عام 1789.